# The Wonder Stuff

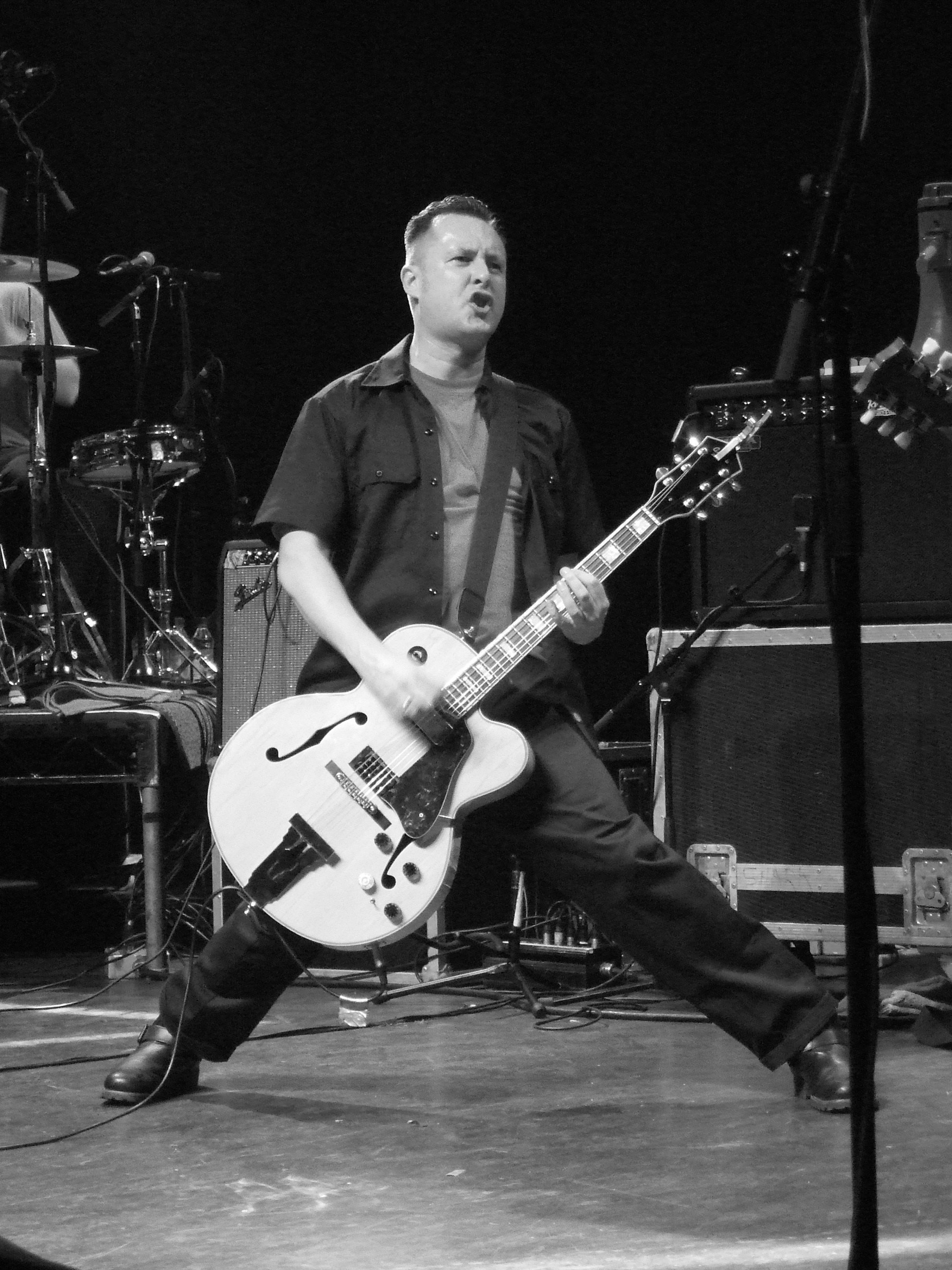
Miles Hunt (2008)

The Wonder Stuff ist eine englische Rockband.
Die Band wurde 1986 in Stourbridge gegründet. Ende der 80er Jahre hatte sie in Großbritannien bereits Bekanntheit und positives Kritikerecho erlangt. Der große Durchbruch kam aber 1991, als The Wonder Stuff zusammen mit dem Komiker Vic Reeves den Song Dizzy von Tommy Roe neu aufnahmen und damit zwei Wochen Platz eins der UK Single Charts belegten. Weitere Top-10-Hits waren The Size of a Cow, Welcome to the Cheap Seats und On the Ropes.
The Wonder Stuff sind nach einer Pause zwischen 1994 und 2000 heute noch aktiv, wenn auch mit weniger kommerziellem Erfolg als vor der Pause.

## Diskografie

### Studioalben
| Jahr | Titel                             | Höchstplatzierung, Gesamtwochen, AuszeichnungChartsChartplatzierungen (Jahr, Titel, Platzierungen, Wochen, Auszeichnungen, Anmerkungen) | Anmerkungen |
| Jahr | Titel                             | UK | Anmerkungen |
| ---- | --------------------------------- | --- | ----------- |
| 1988 | The Eight Legged Groove Machine   | UK18 Silber · (7 Wo.)UK |             |
| 1989 | Hup                               | UK5 Gold · (8 Wo.)UK |             |
| 1991 | Never Loved Elvis                 | UK3 Gold · (23 Wo.)UK |             |
| 1993 | Construction for the Modern Idiot | UK4 Silber · (5 Wo.)UK |             |
| 2016 | 30 Goes Around the Sun            | UK38 (1 Wo.)UK |             |

Weitere Studioalben
- 2004: Escape from Rubbish Island
- 2006: Suspended by Stars
- 2008: The Eight Legged Groove Machine: 20th Anniversary Edition
- 2010: Hup – 21st Anniversary Edition
- 2012: Oh No It’s... The Wonder Stuff

### Kompilationen
| Jahr | Titel                                          | Höchstplatzierung, Gesamtwochen, AuszeichnungChartsChartplatzierungen (Jahr, Titel, Platzierungen, Wochen, Auszeichnungen, Anmerkungen) | Anmerkungen |
| Jahr | Titel                                          | UK | Anmerkungen |
| ---- | ---------------------------------------------- | --- | ----------- |
| 1994 | If the Beatles Had Read Hunter ... The Singles | UK8 Silber · (5 Wo.)UK |             |

Weitere Kompilationen
- 2000: Love Bites and Bruises

### Livealben
| Jahr | Titel              | Höchstplatzierung, Gesamtwochen, AuszeichnungChartsChartplatzierungen (Jahr, Titel, Platzierungen, Wochen, Auszeichnungen, Anmerkungen) | Anmerkungen |
| Jahr | Titel              | UK | Anmerkungen |
| ---- | ------------------ | --- | ----------- |
| 1995 | Live in Manchester | UK74 (1 Wo.)UK |             |

Weitere Livealben
- 2001: Cursed with Insincerity
- 2004: Welcome to the Cheap Seats – Greatest Hits Live
- 2007: The BBC Sessions
- 2007: The Wonder Stuff Live
- 2010: Hup Live
- 2012: Never Loved Elvis Live
- 2018: Upstaged: A Live Anthology 1987–2017

### Singles
| Jahr | Titel Album                                                      | Höchstplatzierung, Gesamtwochen, AuszeichnungChartsChartplatzierungen (Jahr, Titel, Album, Platzierungen, Wochen, Auszeichnungen, Anmerkungen) | Anmerkungen |
| Jahr | Titel Album                                                      | UK | Anmerkungen |
| ---- | ---------------------------------------------------------------- | --- | ----------- |
| 1988 | Give Give Give Me More More More The Eight Legged Groove Machine | UK72 (4 Wo.)UK |             |
| 1988 | A Wish Away The Eight Legged Groove Machine                      | UK43 (5 Wo.)UK |             |
| 1988 | It’s Yer Money I’m After Baby –                                  | UK40 (3 Wo.)UK |             |
| 1989 | Who Wants to Be the Disco King? –                                | UK28 (3 Wo.)UK |             |
| 1989 | Don’t Let Me Down, Gently Hup                                    | UK19 (4 Wo.)UK |             |
| 1989 | Golden Green Hup                                                 | UK33 (3 Wo.)UK |             |
| 1990 | Circlesquare –                                                   | UK20 (4 Wo.)UK |             |
| 1991 | The Size of a Cow Never Loved Elvis                              | UK5 (7 Wo.)UK |             |
| 1991 | Caught in my Shadow Never Loved Elvis                            | UK18 (3 Wo.)UK |             |
| 1991 | Sleep Alone Never Loved Elvis                                    | UK43 (2 Wo.)UK |             |
| 1992 | Welcome to the Cheap Seats Never Loved Elvis                     | UK8 (5 Wo.)UK |             |
| 1993 | On the Ropes Construction For The Modern Idiot                   | UK10 (4 Wo.)UK |             |
| 1993 | Full of Life (Happy Now) Construction For The Modern Idiot       | UK28 (3 Wo.)UK |             |
| 1994 | Hot Love Now! Construction For The Modern Idiot                  | UK19 (4 Wo.)UK |             |
| 1994 | Unbearable –                                                     | UK16 (3 Wo.)UK |             |

Weitere Singles
- 1987: It’s Not True
- 1987: Unbearable
- 2001: 5 Track EP
- 2004: Better Get Ready for a Fist Fight
- 2005: Bile Chant/Escape from Rubbish Island
- 2005: Napster Live Session EP
- 2006: Blah Blah, Lah Di Dah
- 2006: Last Second of the Minute
- 2006: The Sun Goes Down on Manor Road
- 2009: The Animals & Me
- 2012: From the Midlands with Love #1
- 2012: From the Midlands with Love #2
- 2012: From the Midlands with Love #3
- 2013: Oh No!
- 2013: Friendly Company
- 2016: For the Broken Hearted
- 2016: Good Deeds and Highs

### Gastbeiträge
| Jahr | Titel Album | Höchstplatzierung, Gesamtwochen, AuszeichnungChartplatzierungen (Jahr, Titel, Album, Platzierungen, Wochen, Auszeichnungen, Anmerkungen) | Höchstplatzierung, Gesamtwochen, AuszeichnungChartplatzierungen (Jahr, Titel, Album, Platzierungen, Wochen, Auszeichnungen, Anmerkungen) | Anmerkungen                   |
| Jahr | Titel Album | AT | UK | Anmerkungen                   |
| ---- | ----------- | --- | --- | ----------------------------- |
| 1991 | Dizzy –     | AT14 (9 Wo.)AT | UK1 Silber · (12 Wo.)UK | Vic Reeves & The Wonder Stuff |

### Videoalben
- 1990: Eleven Appalling Promos
- 1992: Welcome to the Cheap Seats
- 1994: Greatest Hits: Finally Live
- 2003: Construction for the Modern Vidiot
- 2010: Hup Live
- 2012: Never Loved Elvis Live
- 2014: Oh Yeah, It’s the Wonder Stuff